# 小栗忠順
小栗忠順（1827年6月23日—1868年4月6日），通稱又一。江戶時代末期的幕臣、勘定奉行、江戶町奉行、外国奉行。三河小栗氏第12代當主，祖父中川忠英同是勘定奉行。

## 生平

### 少年英才
文政10年作為旗本小栗忠高之子誕生於江戶駿河台，幼名剛太郎。自幼被認為是個愚昧且頑劣的孩子，但隨著年齡增長，逐漸顯露出類拔萃的文武之才，14歲時便能獨斷行事。
8歲時入學於安積艮齋門下，認識了契友栗本鋤雲，又先後從師劍術家島田虎之助與藤川整齋，取得直心影流免許皆傳資格，也向田口主計與窪田清音學習砲術和柔術。天保11年（1840年）時，從田口門下的前輩結城啟之助處聽聞「開國論」，對他之後影響甚深。
天保14年（1843年），17歲時初次登城謁見將軍德川家慶，才能獲得注目，以稚齡被任為兩御番（書院番和小姓組番頭之總稱），由於率直敢言而多次見放，卻每每因吝惜其才而召回。嘉永2年（1849年），與林田藩前藩主建部政醇之女・道子結婚。
嘉永6年（1853年）黑船來航，小栗被任為應對外國船隻的詰警備役，此時認知到遵行鎖國政策已久的日本已遠遠無法與美國平等交涉，小栗從此積極主張與外國通商，並有了造船廠的構想。
安政2年（1855年），父親因醫師誤診而死去，繼承家督。

### 赴美考察
安政7年（1860年），作為目付（監察）與使節團正使新見正興一同赴美考察，經兩個月的航程抵達了舊金山，由於小栗有與外國談判之經驗而顯得神情從容，使美方常誤將其作團長訪問。
而後在費城參觀時，小栗要求美方重新評估在《日美友好通商條約》中訂立的貨幣匯率，小栗以天秤量測小判與金幣之比重，實際證明現行匯率將大幅衝擊日本經濟，最終雖無法成功修正匯率，但小栗此舉獲得美國新聞讚揚。後於參觀華盛頓海軍工廠時，小栗被美國製鐵及金屬加工技術所震撼，帶回了螺絲釘，決心要在日本建立工廠。
歸國後就任「外国奉行」，俸祿也增加了200石。

### 內政外交
文久元年（1861年），發生俄羅斯軍艦佔領對馬事件，小栗奉命處理並提出三點建言：
1. 將對馬島納入天領。
2. 此事的談判應以正式的外交形式進行。
3. 訴諸國際議論，必要時可尋求英國海軍的協助。

當政者卻不允其所請，小栗遂憤而辭職。
文久2年（1862年），小栗就任勘定奉行，掌握了幕府財政，當時幕府為強化海軍，以333萬6千美元以上的價格購入外國船艦44隻。而小栗則委託舊識栗本鋤雲向駐日法國公使里昂・羅什（Léon Roches）提案横須賀製鐵所之計畫，並欲招聘美國人經營，但當時美國因南北戰爭之疲弊，無力援助外國，最終招聘了里昂故土的經營者。
文久3年（1863年），在多方反對的情況下，幕府終於落實製鐵所之提案，預定於兩年後、亦即慶應元年（1865年）開始建造，耗時4年且斥巨資240萬鷹洋，這便是後來小栗被捕的罪名「徳川埋蔵金」的由來。
在小栗埋首建設製鐵所時，曾有人進言：「幕府的命運日益乖蹇，待到耗費不貲的造船廠竣工，幕府都不知道怎樣了。（幕府の運命もなかなかむつかしい。費用をかけて造船所を造ってもそれが出来上がる時分には幕府はどうなっているかわからない）」小栗聞言答道：「雖然幕府大限將至，但不代表日本亦是如此。（幕府の運命に限りがあるとも、日本の運命には限りがない）」又說：「我身為幕臣理應為幕府效力，但終究還是為了日本，以長遠來看，幕府所做的事如能裨益日本，豈非德川家的榮譽嗎？豈非國之利益嗎？就算要賣房子當然得賣『有倉庫』的房子。（私は幕府の臣であるから幕府のためにつくす身分ではあるけれども、結局日本の為であって、幕府のしたことが長く日本のためとなって徳川のした仕事が成功したのだと後に言われれば、徳川家の名誉ではないか。国の利益ではないか。同じ売り据え（売家）にしても土蔵付売据の方がよい）」。
小栗亦著手強化陸軍戰力，設立関口製造所、瀧野川反射爐等設施推動槍砲彈藥國產化，更在慶應2年（1867年）延請法國軍事顧問團來日，也花72萬美元購置大砲90門、夏斯波特步槍10000支、後裝小銃25000支與陸軍將兵用軍服27000套等軍備品。經濟方面則盡力改訂關稅率，特別是為與法國鞏固經濟關係，於翌年聚集民間豪商成立了株式會社「兵庫商社」。

### 罷免隱遁
慶應3年（1867年）11月9日，將軍德川慶喜將大政奉還給朝廷，2個月後卻爆發鳥羽伏見之戰，開啓了戊辰戰爭的序幕。
慶喜戰敗逃回江戶後，召開評定會議，小栗與榎本武揚、大鳥圭介及水野忠徳等人主張徹底抗戰，並提出夾擊策略——將敵軍誘入箱根關內，再令榎本武揚率艦隊突入駿河灣以砲擊切斷其退路，從而能殲滅孤立無援的敵軍，但慶喜不願成為朝敵，決意恭順，小栗於是被罷免。後來大村益次郎聞知此策，大驚道：「如果此策實行，我等而今身首異處了！」
慶應4年（1868年）1月，小栗提出定居上野國群馬郡權田村（今群馬縣高崎市倉渕町權田）的申請書，鄭重拒絕故交三野村利左衛門勸其流亡美國而給予的資金。2月，澀澤成一郎前來敦請他出任彰義隊隊長，小栗以「德川慶喜無與薩長相爭的意圖，我不打師出無名且有失大義的仗」為由拒絕之。3月，小栗一家移居至權田村東善寺，據村人紀錄，小栗整修水路、準備開設私塾安然度過餘生，並沒看見訓練農兵的景象。

### 蒙冤而死
慶應4年（1868年）閏4月，小栗被東山道軍監豐永貫一郎、原保太郎兩人率高崎藩、安中藩及吉井藩兵士逮捕，也不加審訊，兩天後便以坐擁有大砲2門、鐵砲20挺與訓練農兵意圖不軌、隱瞞德川家大批黃金的罪名在烏川水沼河原斬首，享年42歲。刑前，村人皆對軍監憤而唾之，小栗家臣更是聲嘶力竭地高喊無罪，直至小栗喝道「安靜！」才停歇。

## 評價
- 作為維新元勳的大隈重信曾言：「明治政府的近代化政策只不過是模仿小栗忠順。」
- 明治45年（1912年），東鄉平八郎於自宅邀來小栗忠順的婿養子小栗貞雄（日语：小栗貞雄）父子，向他們說：「日本海海戰的勝利，要歸功於小栗氏所創之製鐵所的庇佑。」並贈其子一本題有「仁義禮智信」的書。
- 作家司馬遼太郎稱讚小栗忠順為「明治之父」。

## 登場作品

### 小說
- 大菩薩峠（中里介山著）
- 普門院公（井伏鱒二著）
- 黑龍之柩（毎日新聞社、北方謙三著）
- 幕末動亂的男人們（新潮社、海音寺潮五郎著）
- 半途的維新（角川書店、星新一著）
- 斬首唯一人（旺文社、南條範夫（日语：南條範夫）著）
- 無罪而被斬－小栗上野介（学陽書房、大島昌宏（日语：大島昌宏）著）
- 日本大變－小栗上野介與三野村利左衛門（集英社、高橋義夫（日语：高橋義夫）著）
- 明治元年的逆賊（藝文社（日语：芸文社）、池波正太郎著）
- 第十一位志士（文藝春秋、司馬遼太郎著）
- 軍艦忍法帖（角川書店、山田風太郎著）
- 最後的德川武士（光文社、德永真一郎（日语：徳永真一郎）著）
- 少年同心德川龍之助系列（雙葉社、風野真知雄（日语：風野真知雄）著）
- 覺悟之人：小栗上野介忠順傳（岩波書店、佐藤雅美（日语：佐藤雅美）著）
- 斬刑（德間書店、中津文彦（日语：中津文彦）著）

### 落語
- 霧陰伊香保湯煙（三遊亭圓朝作）

### 影視劇
- 愛染地獄（1929年、日活、演：片岡千惠藏（日语：片岡千恵蔵））
- 江戶城總攻（1930年、帝國、演：林誠太郎）
- 彌次喜多・美人騷動（1932年、松竹、演：關操（日语：関操））
- 小笠原壹岐守（日语：小笠原壱岐守#映画）（1932年、新興、演：市川壽三郎（日语：市川寿三郎））
- 法蘭西阿政（1933年、日活、演：市川小文治）
- 快傑黑頭巾 前後編（1936年、新興、演：荒木忍）
- 快傑黑頭巾（1953年、東映、演：香川良介）
- 新選組鬼隊長（1954年、東映、演：薄田研二）
- 鍔鳴浪人（1956年、東映、演：原健策）
- 大東京誕生 大江戶之鐘（1958年、松竹、演：松本幸四郎（日语：松本白鸚 (初代)））
- 三姊妹（日语：三姉妹）（1967年、NHK大河劇、演：尾上菊藏）
- 大奧（1968年、KTV、演：蘆田鐵雄）
- 第十一位志士（日语：十一番目の志士#テレビドラマ）（1968年、NET、演：根上淳）
- 龍馬來了（1968年、NHK大河劇、演：安井昌二）
- 上方武士道（日语：上方武士道#日本テレビ版）（1969年、NTV、演：渥美国泰）
- 天皇的世紀（日语：天皇の世紀#第一部（テレビドラマ））（1971年、ABC、演：淺若芳太郎）
- 勝海舟（日语：勝海舟 (NHK大河ドラマ)）（1974年、NHK大河劇、演：原保美）
- 新選組始末記（日语：新選組始末記#テレビドラマ（1977年））（1977年、TBS、演：幸田宗丸）
- 服部半藏 影之軍團（日语：服部半蔵 影の軍団#影の軍団IV）（1985年、KTV、演：夏八木勳（日语：夏八木勲））
- 勝海舟（日语：勝海舟 (1990年のテレビドラマ)）（1990年、NTV、演：風間杜夫）
- 悲運的幕臣 小栗上野介（1991年、GTV、演：石橋正次）
- EAST MEETS WEST（日语：EAST MEETS WEST）（1995年、松竹、演：天本英世）
- 拜託龍馬了！（日语：竜馬におまかせ!）（1996年、NTV、演：石丸謙二郎）
- 勝海舟最畏懼的男人：武士小栗上野介（1998年、ANB、演：和泉元彌）
- 亭主殿又辭卻〜幕末名奉行・小栗上野介〜（日语：またも辞めたか亭主殿〜幕末の名奉行・小栗上野介〜）（2003年、NHK、演：岸谷五朗）
- 龍馬傳（2010年、NHK大河劇、演：齊藤洋介（日语：斉藤洋介））
- 直衝青天（2021年、NHK大河劇、演：武田真治）
- 逆賊的幕臣（2027年 NHK大河劇、演: 松坂桃李）

### 漫畫
- 天涯的武士（LEED社（日语：リイド社）、木村直巳（日语：木村直巳）作）
- 雄猛黄金之國（集英社、本宮宏志作）
- 偵探物語－沉睡的埋藏金篇（講談社、弘兼憲史作）
- 風雲兒們 幕末篇（LEED社、みなもと太郎（日语：みなもと太郎）作）

## 脚注
1. ↑  村上 265頁
2. ↑  早川　13頁
3. ↑  事件的平息還是依賴英國海軍的介入。
4. ↑  島田三郎《懐舊談》